# بيتسي ماركي
بيتسي ماركي (بالإنجليزية: Betsy Markey)‏ (و. 1956 – م) هي سياسية من الولايات المتحدة الأمريكية .
وهي عضوة في الحزب الديمقراطي الأمريكي .

## التعليم
تعلمت في جامعة فلوريدا.